# Oltrepò Pavese
De Oltrepò Pavese is een geografisch gebied in de Italiaanse provincie Pavia (regio Lombardije) met een oppervlakte van ongeveer 1097 km² en een bevolking van 146 579 inwoners. Het dankt zijn naam aan het feit dat het ten zuiden van de rivier de Po ligt, midden in de noordelijke Apennijnen.

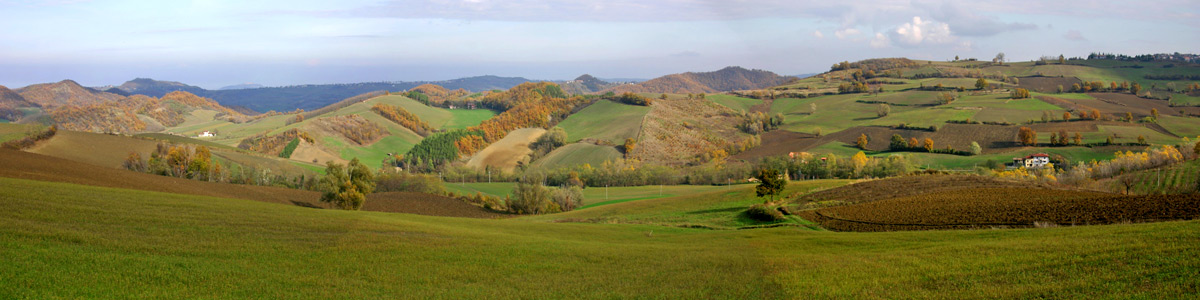

## Geografie
De Oltrepò Pavese heeft een driehoekige vorm; één zijde wordt gevormd door de loop van de Po, de tegenoverliggende hoekpunt, naar het zuiden, door de hoogste top van de provincie Pavia, de berg Lesima (1724 m). Het grondgebied bestaat uit een vlak gedeelte, in het zuiden gevolgd door een groot heuvelachtig gebied, en ten slotte (op de zuidelijke top), een bergachtig gebied (Ligurische Apennijnen). De hoogste toppen, naast de reeds genoemde berg Lésima, zijn de berg Chiappo (1700 m), de Colletta-top (1494 m) en de berg Penice (1460 m).
De structuur wordt bepaald door de hoofdvallei, de Stafforavallei, die de westelijke grens vormt, door de bovenloop van de Tidonevallei, die hoofdzakelijk in het Piacentinogebied stroomt en de oostelijke grens vormt, en door een complex netwerk van kleine valleien en heuvels tussen de twee hoofdvalleien. De belangrijkste waterloop is de Staffora, de andere stromen zijn de Ardivestra, de Versa en het bovenste deel van de Tidone met een deel van het meer van Trebecco. In het meest zuidelijke deel na de Brallo-pas, in de gemeente Brallo di Pregola, ligt het grondgebied van Pavia in de Trebbiavallei en wordt de grens gemarkeerd door de rivier de Trebbia.
Tot 1923, toen het district Bobbio van de provincie Pavia werd afgescheiden, grensde de Oltrepò Pavese (en bijgevolg Lombardije) rechtstreeks aan Ligurië. De hoofdcentra zijn: Voghera, Casteggio, Broni, Stradella, Varzi.

#### Bergen

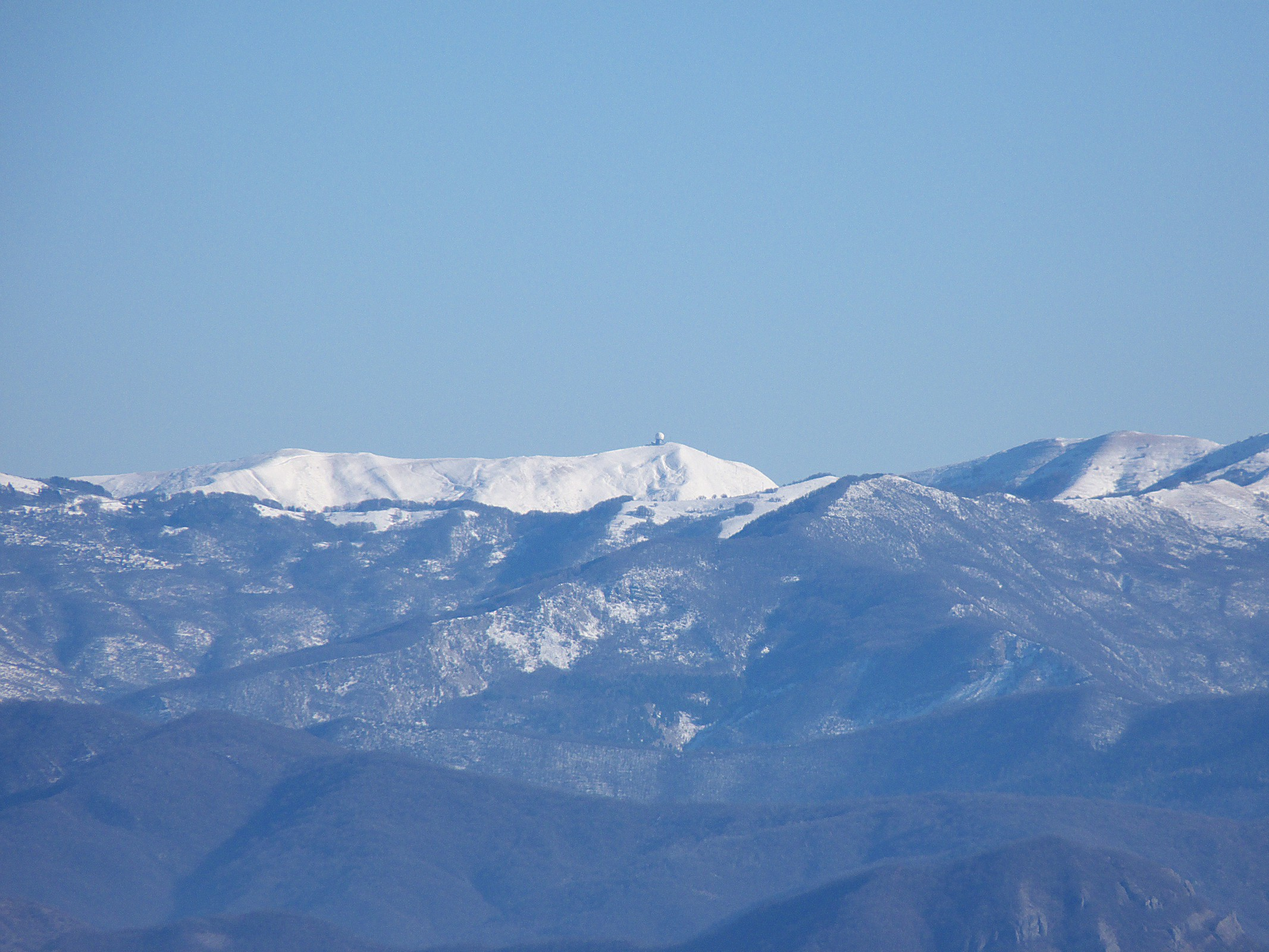
Monte Lesima, de hoogste berg van de Oltrepò Pavese.

| Naam                  | Hoogte (m) |
| --------------------- | ---------- |
| Monte Lesima          | 1 724 m    |
| Monte Chiappo         | 1 700 m    |
| Monte Garavé          | 1 549 m    |
| Cima Colletta         | 1 493 m    |
| Monte Bogleglio       | 1 492 m    |
| Monte Penice          | 1 460 m    |
| Monte Alpe            | 1 253 m    |
| Cima di Valle Scura   | 1 228 m    |
| Monte Calenzone       | 1 150 m    |
| Cima delle Scalette   | 1 177 m    |
| Monte Pietra di Corvo | 1 078 m    |

## Economie
De wijnbouw (Oltrepò Pavese DOC-wijn) vindt hoofdzakelijk plaats in de heuvels, tarwe, maïs en suikerbieten in de vlakte (die, in tegenstelling tot de rest van de provincie Pavia, droog is).
In de heuvels, die rijk zijn aan wijngaarden, bevinden zich meer dan 4.000 wijnkelders, die werk verschaffen aan een behoorlijk aantal inwoners en een behoorlijk aantal producten genereren.
In het berggebied, een weinig bekend gebied, zijn er nog kleine producenten van kaas, honing, vleeswaren (salami uit Varzi), fruit, producenten die ervoor gekozen hebben bedreigde inheemse dieren te fokken, producenten die strijden tegen de leegloop van het gebied en bijdragen aan het herstel van onbebouwd land, en restauranthouders die deze producten gebruiken om typische gerechten nieuw leven in te blazen.